# Blu di Prussia
Il blu di Prussia (in tedesco Preußisch Blau), noto anche come blu di Berlino, è un pigmento blu scuro usato nelle vernici e un tempo nei disegni tecnici. Venne scoperto casualmente a Berlino nel 1706 da Diesbach e Dippel. 
Ha diversi nomi chimici, tra cui, per la forma insolubile “ferrocianuro ferrico” (trad.), “esacianoferrato(II) di ferro(III) esaidrato” (IUPAC), “esacianoferrato ferrico”, e per la forma solubile “ferricianuro ferroso” (trad.), “esacianoferrato(III) di ferro(II)” (IUPAC). 
Il nome deriva dall'utilizzo della tintura nelle divise del Regno di Prussia. 

## Caratteristiche

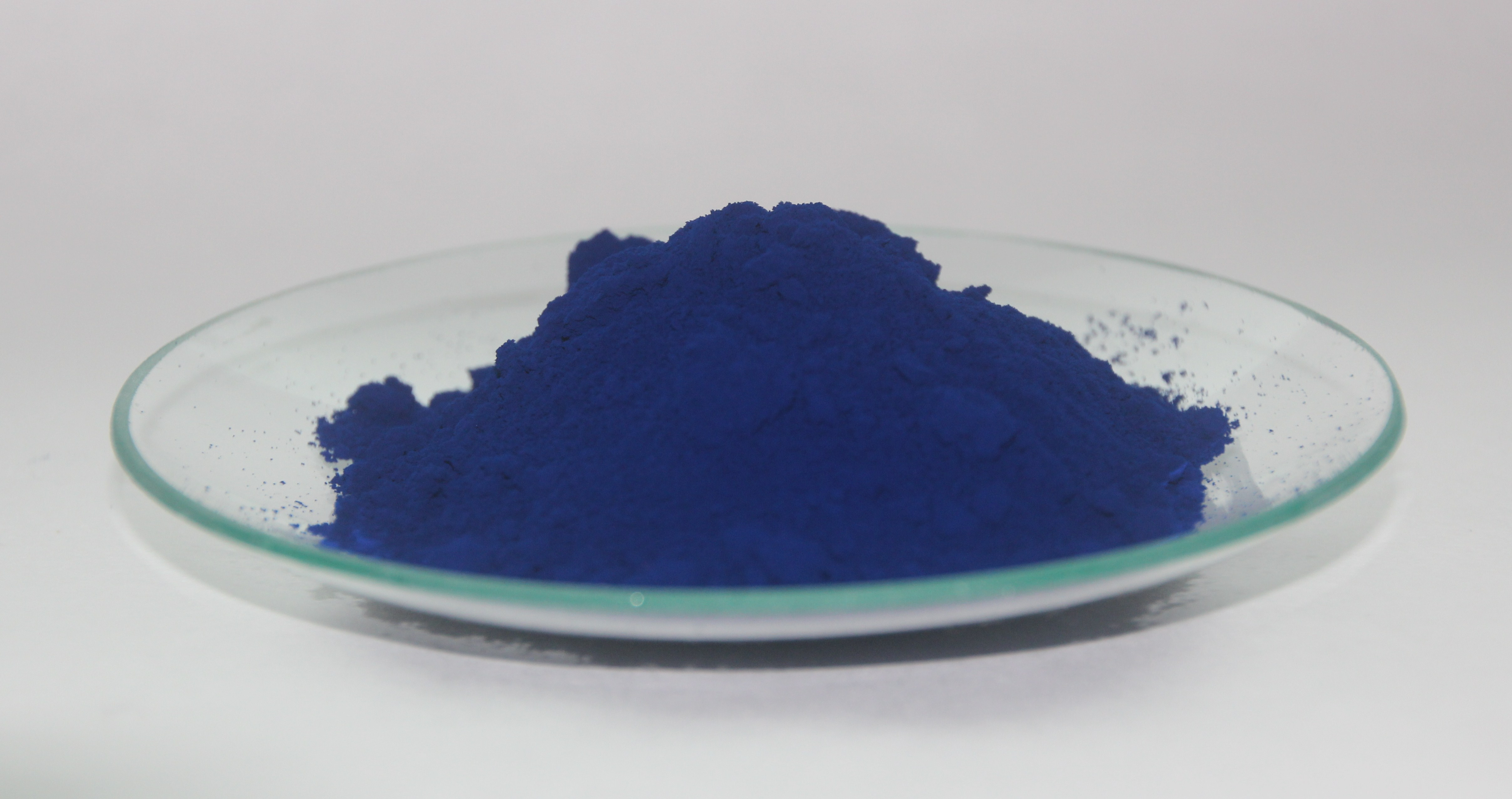
Blu di Prussia

Il blu di Prussia è stato descritto in due forme: quella solubile, KFe(II)[Fe(III)(CN)6] e la forma insolubile, Fe(III)4[Fe(II)(CN)6]3·6H2O. 
Keggin e Miles hanno suggerito una struttura cubica a facce centrate in cui il ferro ad alto spin e il ferrocianuro a basso spin si dispongono in una struttura ottaedrica legati a -NC e -CN unità, rispettivamente con K+ controione sito interstiziale.
La forma insolubile descritta da Ludi et al. manca di un quarto di ioni esacianoferrato con il sito dell'azoto occupato invece da un cluster di molecole d'acqua coordinate al sito del Fe(III) con altre molecole d'acqua interstiziali.
Si ottiene per reazione tra il ferrocianuro di potassio e ioni di ferro(III); il colore è talmente intenso e caratteristico da rendere questa reazione adatta per il rilevamento del ferro o dei cianuri. Il blu intenso è causato dal trasferimento di elettroni da un atomo di ferro a un altro all'interno della molecola. Viene assorbita luce a 680 nm (rosso), provocando il trasferimento di un elettrone da un atomo di Fe(II) a uno vicino di Fe(III). La luce trasmessa risulta blu.
Nonostante la presenza dello ione di cianuro, il blu di Prussia, come altri ferrocianuri, non è particolarmente tossico a causa del forte legame tra gli ioni di cianuro e di ferro. Comunque, se trattato con acidi forti concentrati, può liberare il cianuro in forma di cianuro di idrogeno, più noto come acido cianidrico, che è estremamente tossico.

## Impieghi
Il blu di Prussia è un colore intenso e tende verso il nero o il viola scuro quando viene mischiato con altri colori a olio. 
Sospeso come colloide in acqua, il blu di Prussia è la base della tintura in blu dei tessuti. Venne impiegato come colore nelle uniformi degli eserciti prussiani e degli eserciti francesi napoleonici; in particolare i francesi lo chiamarono bleu national.
Il blu di Prussia può essere utilizzato anche da agente chelante e nel trattamento per l'avvelenamento da metalli pesanti. In particolare viene usato per i pazienti che hanno ingerito cesio o tallio radioattivi e anche per il tallio non radioattivo.
Come "blu degli ingegneri" viene miscelato con un materiale oleoso e strofinato su una superficie metallica; questa viene a sua volta strofinata con un'altra superficie di riscontro e la rimozione del pigmento indica la posizione dei punti in rilievo. Quindi può essere usato per indicare la regolarità di una superficie o di un supporto.
Joseph Whitworth rese popolare il primo metodo pratico per preparare accuratamente delle superfici piatte negli anni 1830, usando il blu di Prussia e delle tecniche di raschiamento su tre superfici di prova. Fino alla sua introduzione delle tecniche di raschiamento, lo stesso metodo con tre superfici veniva usato con delle tecniche di lucidatura che davano però risultati meno accurati. Ciò portò a un'esplosione dello sviluppo di strumenti di precisione che usavano queste tecniche per generare superfici piatte come base per l'ulteriore costruzione di forme precise.
Il blu di Prussia può essere miscelato con alcoli metilati per creare una macchia ad essiccazione rapida. Queste macchie vengono usate per le operazioni di marcatura nella lavorazione dei metalli, per trasferire lo schema di lavorazione sul pezzo prima che venga lavorato.